# Халкида (Сирия)
Халки́да (др.-греч. Χαλκίς, лат. Chalcis) — древний город в Сирии, столица Итуреи. По одной версии располагался примерно в 25 км к юго-западу от современного Халеба (Алеппо) в районе современного города Киннасрин, по другой — на месте современного города Анджара.

## Упоминания в источниках
Халкида упоминается Птолемеем как главный город Халкидики (греч. Χαλκιδική) — области, расположенной на территории Сирии.
Страбон называет Халкиду в числе городов, принадлежавших царю Итуреи Птолемею, сыну Меннея, поддержавшему восстание Цецилия Басса.
В «Естественной истории» Плиния Старшего Халкида упоминается как сирийский город, центр области под названием Халкидена (лат. Chalcidene), которую Плиний характеризует как «плодороднейшую область Сирии».
Халкида отмечена также на Пейтингеровой карте как город, расположенный в 53 римских милях от Антиохии и в 29 милях от Берои.

## История
Поселение на месте будущей Халкиды возникло в бронзовом веке на рубеже III—II тыс. до н. э. Собственно Халкида была основана Селевкидами в эллинистическую эпоху. С этого времени Халкида стала одним из опорных пунктов оборонительной линии, призванной защищать Сирию от вторжений парфян, а позже — персов. Город функционировал также как укреплённый пункт, лежавший на дороге от Антиохии к Евфрату.
В позднеримский период Халкида, судя по всему, являлась не только пограничной крепостью, но и одним из культурных центров римского Востока. Так, именно Халкида была родиной Ямвлиха — одного из крупнейших представителей сирийского неоплатонизма.
В 540 г. н. э. Халкида была захвачена войсками Хосрова Ануширвана во время его очередного вторжения в византийские владения.
В июне 554 г. под Халкидой произошло сражение между арабскими войсками Гассанидов и Лахмидов, первые из которых были союзниками Византии, а вторые поддерживали сасанидский Иран; в этом сражении погиб прославленный арабский военачальник, правитель царства Лахмидов аль-Мунзир III.
В ходе арабского завоевания Ближнего Востока Халкида стала местом подписания в 637 году договора между византийцами и арабами, согласно которому византийская сторона получила возможность беспрепятственно эвакуировать из Сирии население и армию.